# Chambre Séparée
Chambre Séparée was een restaurant in Gent. Het restaurant had een Michelin-ster. In de Gault&Millau gids van 2019 behaalde het 18/20.  De chef-kok is Kobe Desramaults.
Desramaults liet eind 2019 weten dat het restaurant nog één jaar open zou blijven, tot en met 12 december 2020.